# De Corpo e Alma (telenovela)
De cuerpo y alma (en portugués: De Corpo e Alma) es una telenovela brasileña producida y exhibida por la TV Globo del 3 de agosto de 1992 al 5 de marzo de 1993 en 185 capítulos. Sustituyó a Piedra sobre piedra y fue sustituida por Renascer, siendo la 46.ª «novela de las ocho» exhibida por la emisora. Escrita por Gloria Perez y dirigida por Fábio Sabag e Ivan Zettel, tuvo la dirección general y núcleo de Roberto Talma.
Tuvo las participaciones de Tarcísio Meira, Cristiana Oliveira, Victor Fasano, Beatriz Segall, Carlos Vereza, Betty Faria, Fábio Assunção y Vera Holtz.
La telenovela quedó marcada por la muerte de Daniella Perez, hija de la autora e intérprete del personaje Yasmin, que fue asesinada por su compañero de elenco Guilherme de Pádua y Paula Thomaz, entonces esposa de Pádua. En la trama, Pádua hizo el personaje Bira, con quien Yasmin tenía un romance. Durante el periodo en que el crimen estaba siendo elucidado, los autores Leonor Bassères y Gilberto Braga asumieron la responsabilidad de escribir los capítulos y presentar una alternativa para la desaparición de los dos personajes. Tras el crimen elucidado, Gloria Perez retomó el trabajo y condujo la novela hasta el fin. La autora incluyó dos asuntos polémicos más en la trama: la lentitud de la Justicia y las fallas del Código Penal.